# Maes Titianus

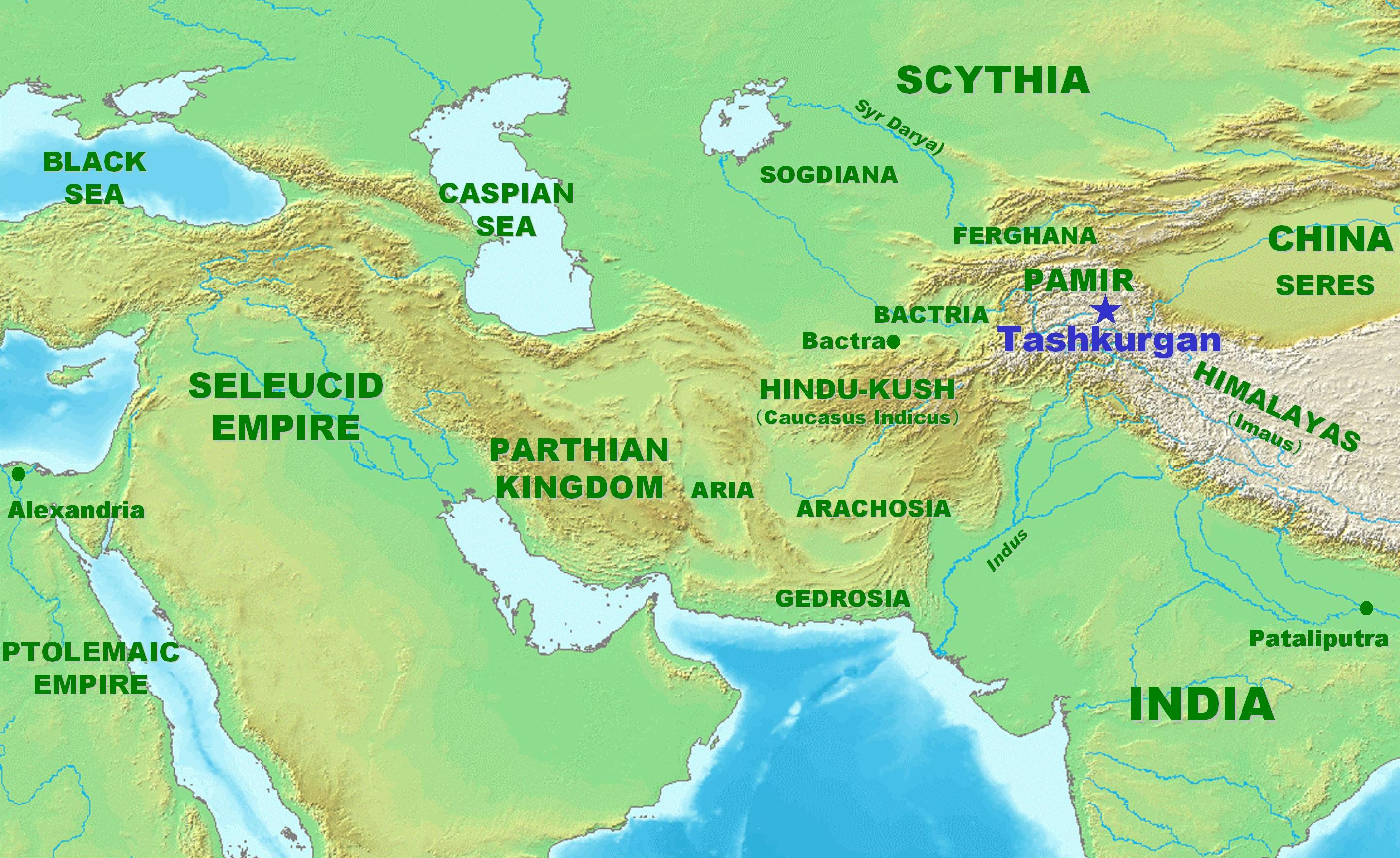
Położenie Tashkurganu, prawdopodobnego celu wysłanników Maesa Titianusa

Maes Titianus – starożytny kupiec macedońskiego pochodzenia, prowadzący interesy na jedwabnym szlaku w I wieku p.n.e.
Był właścicielem dużej kompanii handlowej, wysyłającej licznych agentów do Azji wewnętrznej. Swoim ludziom polecił sporządzenie dokładnego opisu przemierzanego przez nich szlaku handlowego. Oryginalna relacja przygotowana dla Maesa zaginęła, za pośrednictwem również zaginionej pracy Marinosa z Tyru dotarła jednak do Ptolemeusza, który w ten sposób otrzymał do swojej Geografii dosyć obszerny opis doliny Tarymu (choć ze zniekształconymi w stosunku do oryginału odległościami). Najdalej wysuniętym punktem na wschodzie, do którego dotarli wysłannicy Maesa, była Kamienna Wieża, identyfikowana zazwyczaj z Tashkurganem (ob. region autonomiczny Xinjiang w Chinach).